# EN13

## Porto - Valença
EN13 - Estrada do Minho ou mais completamente Estrada do Entre-Douro-e-Minho é uma via rodoviária classificada como Estrada Nacional que integra a rede nacional de estradas de Portugal.

## História
Até à entrada em funcionamento da A28, a EN13 era a via principal de comunicação entre o Minho e o Porto, e uma das principais ligações rodoviárias entre Portugal e Espanha. Começava na EN12 no cruzamento do monte dos Burgos passando por Leça do Balio até Moreira da Maia. Depois da construção da via norte este troco foi desclassificado. 
Após a entrada em funcionamento da A28, a EN13 foi progressivamente adaptada para trânsito local, fazendo actualmente parte da área urbana de muitas localidades no seu trajecto. Assim, em diversos troços a velocidade é limitada, o trânsito controlado por semáforos e, inclusivamente, na ponte de Fão o trânsito é interdito a veículos pesados. 
Actualmente, a EN13 apenas é classificada como tal no troço São Pedro da Torre-Valença. Entre Viana do Castelo e Vila Praia de Âncora a estrada foi regionalizada e no restante foi municipalizada.

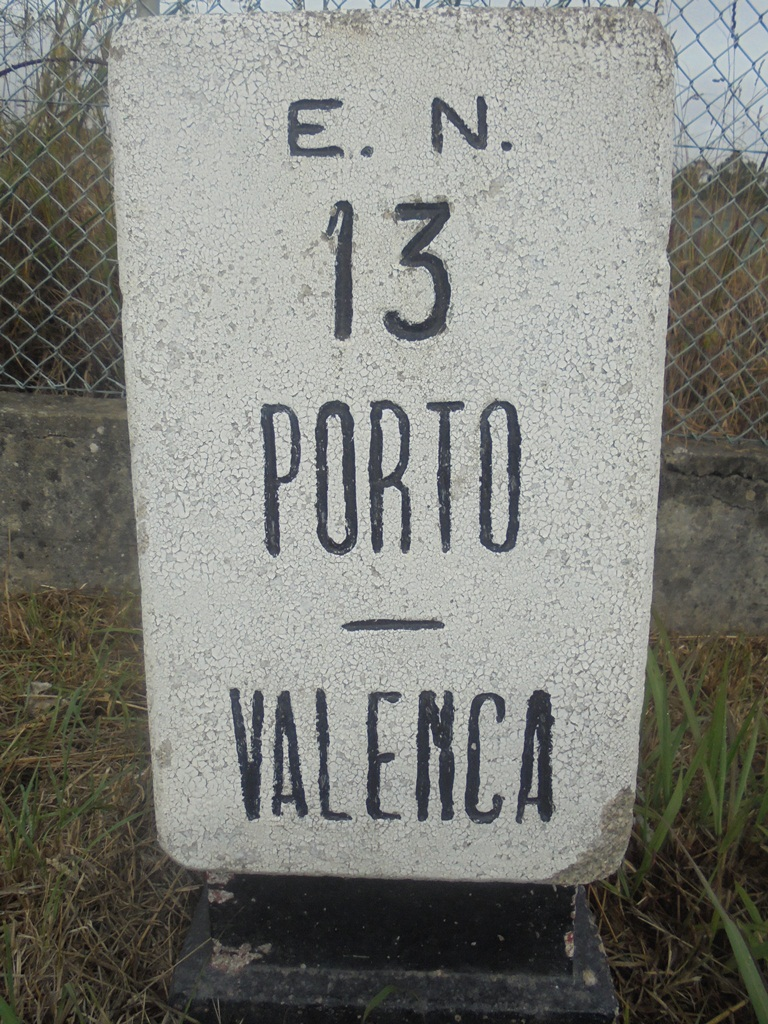
Marco Miriamétrico ao km40 em Apúlia

## Pontos de Interesse
O troço mais pitoresco da EN13 (agora ER13) compreende o percurso entre Viana do Castelo e Valença do Minho, de onde se podem contemplar as magníficas paisagens do Vale do Minho (entre Caminha e Valença) e do litoral Atlântico (entre Viana do Castelo e Caminha).

## Percurso
A EN13 é constituída em quase toda a sua extensão por duas vias de trânsito (perfil 1x1) e bermas largas. O seu percurso é essencialmente feito por zonas planas, não atravessando nenhum sistema montanhoso ou outros acidentes geográficos. No entanto, cruza os seguintes rios:
- Minho, em Valença;
- Coura, em Caminha;
- Lima, em Viana do Castelo;
- Neiva, faz limitação dos concelhos de Esposende e Viana do Castelo
- Cávado, em Esposende; e Fão.
- Ave, em Vila do Conde.
- Rio Leça, em  Moreira

Destes rios, hoje em dia, a EN13 apenas cruza o rio Minho, devido à desclassificação dos diversos troços da estrada.

## Ramais
EN13-1: Para a estação de Vilar do Pinheiro
EN13-2: Para a estação de Mindelo
EN13-3: Ponte do Neiva - Viana do Castelo
EN13-4: Para o cais de Darque
EN13-5: Para a praia do Cabedelo
EN13-6: Para a Santa Luzia
EN13-7: Para a estação de Montedor
EN13-8: Para a estação de São Pedro da Torre
EN13-9: Para as muralhas de Valença
EN13-10: Para o cais do rio Minho

## Saídas
| Nome da Saída/Localidade Intermédia     | Estrada que liga                                                   |
| --------------------------------------- | ------------------------------------------------------------------ |
| ESPANHA                                 | N-550                                                              |
| Valença                                 | A 3 N 101                                                          |
| Arão                                    |                                                                    |
| A 3                                     | A 3                                                                |
| São Pedro da Torre                      | N 201                                                              |
| São Pedro da Torre-Vila Praia de Âncora | Troço municipalizado                                               |
| Vila Praia de Âncora-Viana do Castelo   | ER13                                                               |
| Viana do Castelo-Maia                   | Troço desclassificado e transformado em estrada de trânsito local. |
| Maia (acesso ao Porto)                  | Via Norte N 14                                                     |